# Хуйбар
Хуйбар (на словенски: Hujbar) е село в Словения, Подравски регион, община Ормож. Според Националната статистическа служба на Република Словения през 2015 г. селото има 37 жители.